# 豊町
豊町（ゆたかまち）は、かつて広島県の豊田郡にあった町。大崎下島の大部分と周辺の小島をもって形成されていた。
2005年3月20日、呉市に安芸郡音戸町・蒲刈町・倉橋町および豊田郡豊浜町・安浦町とともに編入合併された。広島県の町で「ちょう」でなく「まち」と読む唯一の自治体であった。合併後、町域は呉市豊町（ゆたかまち）となり読みを引き継いでいる。

## 沿革
- 1956年3月31日 - 豊田郡御手洗町・大長村・久友村が対等合併して豊町が成立する。
- 1992年11月30日 - 豊島との間に豊浜大橋が開通し、陸続きになる。
- 1998年10月 - 平羅橋・中の瀬戸大橋・岡村大橋が開通し、愛媛県越智郡関前村（当時、現：今治市）に属する岡村島と陸続きになる（広島・愛媛両県に跨る初めての架橋であった）。
- 2005年3月20日 - 安芸郡の音戸・蒲刈・倉橋各町及び豊田郡の豊浜・安浦両町とともに呉市に編入。

## 地理
- 山
  - 一峰寺山（標高449.3m）
  - 灯明山（標高248.0m）
- 島
  - 大崎下島（一部は豊田郡豊浜町）
  - 三角島（みかどじま、一部は豊田郡豊浜町）
  - 中ノ島
  - 平羅島

## 名所・旧跡
- 御手洗 - 重要伝統的建造物群保存地区…江戸時代寄港地として栄えた当時の建築物が残っている。最も繁栄した時期には約100名の遊女を抱える歓楽街があり、瀬戸内海航路を行き交う船乗りを相手に街は繁栄した。新光時計店は日本最古の時計店であり、明治維新前後に輸入された日本最古の柱時計が現存する。

## 産業
- ミカン栽培で知られる。「大長ミカン」の産地。

## 大字
- 大長（おおちょう）
- 沖友（おきとも）
- 久比（くび）
- 御手洗（みたらい）

## 交通

### 鉄道
- 町内には通っていない。

### 道路
- 国道
  - 町内には通っていない。
- 主要地方道
  - 町内には通っていない。
- 一般県道
  - 広島県道355号大崎下島循環線

※豊島方面・岡村島方面とも農道橋として建設された経緯があるため、県道には認定されておらず、他に接続する県道路線を持たない。

### 港湾
- 御手洗港 - 大崎下島の北側の海域[1]。
  - 大長港…竹原港・大崎上島方面 行、今治港方面 行
  - 小長港…明石（大崎上島）行
  - 御手洗港…大崎上島方面 行
  - 久比港…三角島 行、豊島（豊島）・斎島方面 行
  - 三角港…久比港 行

## 教育

### 2005年3月19日当時のデータ
- 小学校
  - 豊町立豊小学校（2002年以降一校のみになる）
- 中学校
  - 豊町立豊中学校

※現在、豊小学校と豊中学校は呉市立の学校となっている。以前は広島県立豊高等学校もあったが、過疎化による生徒数減少により1996年に廃校になった。